# Legs Waddesdon
Le legs Waddesdon, constitué en 1898 par le baron Ferdinand de Rothschild au British Museum, provient du contenu de son  « nouveau Fumoir » à Waddesdon Manor. Cet ensemble hétéroclite d'environ 300 objets d'art inclut des réalisations en joaillerie, orfèvrerie, émaillerie, sculpture, verrerie et majolique. Le reliquaire de la Sainte Épine, qui date vraisemblablement des années 1390 et créé à Paris pour Jean de Berry, figure parmi les pièces les plus anciennes. S'inscrivant dans la tradition des Schatzkammern princières de la Renaissance européenne, la collection est majoritairement composée d'objets de la fin de cette période, tout en comprenant d'importantes œuvres médiévales et des éléments isolés de l'Antiquité classique et de la Syrie médiévale.

## Histoire
La collection est initiée par le baron Anselm von Rothschild (1803-1874), père du baron Ferdinand, et pourrait intégrer des pièces issues de collections Rothschild antérieures. L'activité commerciale de Mayer Amschel Rothschild (1744-1812) à Francfort, portant sur les monnaies, les antiquités, les médailles et les objets de décoration, précède et finance ses activités bancaires, une tradition de collection d'art que perpétue la majorité de ses descendants.

## Exposition
Le legs est exposé au British Museum à partir du 9 avril 1900, dans la salle 40, qui abrite aujourd'hui les collections du bas Moyen Âge. En 1902, un catalogue illustré par Charles Hercules Read, successeur de Franks au poste de conservateur des antiquités britanniques et médiévales, est publié. Les photographies du catalogue témoignent d'une présentation muséale caractéristique de l'époque, avec des vitrines en bois et en verre disposées muralement et en îlots centraux à deux niveaux. En 1921, le legs est transféré dans l'aile nord.